# Sōshichi Uchii
Sōshichi Uchii (jap. 内井 惣七, Uchii Sōshichi; * 3. Februar 1943 in Takamatsu) ist ein japanischer Wissenschaftsphilosoph.
Er begann sein Studium 1961 an der Fakultät für Ingenieurwesen der Universität Kyōto und schloss dort sein Studium 1965 mit einem Diplom ab. Ab 1965 studierte er an der Fakultät für Philosophie der gleichen Alma Mater, wo er 1967 sein Studium absolvierte. Danach war er Lehrbeauftragter am Institute for Research in Humanities an derselben Universität. Von 1968 bis 1971 war er Fulbright-Stipendiat und Student an der Universität Michigan, wo er 1971 seine Doktorprüfung ablegte. Danach war er Lektor an der Fakultät für Philosophie an der Städtischen Universität Osaka, ab 1981 assoziierter Professor und ab 1990 Professor für Ethik an der Universität Kyōto. Er war 1991 Visiting Fellow am Center for Philosophy of Science an der Universität Pittsburgh und 1993 Professor für Wissenschaftsphilosophie an der Universität Kyōto. Seit April 2006 ist er emeritiert. Er war mit verschiedenen Aufgaben bei philosophischen Zeitschriften und Organisationen betraut.
Sein Schwerpunkt innerhalb der Wissenschaftsphilosophie sind die Evolutions- und Relativitätstheorie sowie die Wissenschaftsethik.

## Publikationen
- Introduction to Philosophy of Science. Kyoto 1995
- The Riddle of Space and Time. 2006
- Tracing Einstein's Ideas. Introduction to the Philosophy of Space and Time. 2004
- Ethics of Science. 2002